# 围底镇
围底镇，是中华人民共和国广东省云浮市罗定市下辖的一个乡镇级行政单位。

## 行政区划
围底镇下辖以下地区：
围底社区、陀冲村、秋风村、城围村、凤山村、莲塘头村、五华村、文岗村、寻贤村、古薄塘村、宦塘村、古模村、杨村、泗和村、朗社村和渡头村。